# Bactris bifida
Bactris bifida är en enhjärtbladig växtart som beskrevs av Carl Friedrich Philipp von Martius. Bactris bifida ingår i släktet Bactris och familjen Arecaceae. Inga underarter finns listade i Catalogue of Life.